# Austria en los Juegos Paralímpicos de Nagano 1998
Austria estuvo representada en los Juegos Paralímpicos de Nagano 1998 por un total de 34 deportistas, 25 hombres y nueve mujeres.

## Medallistas
El equipo paralímpico austríaco obtuvo las siguientes medallas:
| Nombre                                              | Deporte        | Evento                             |
| --------------------------------------------------- | -------------- | ---------------------------------- |
| Oro                                                 |                |                                    |
| Danja Haslacher                                     | Esquí alpino   | Eslalon gigante LW2 femenino       |
| Danja Haslacher                                     | Esquí alpino   | Supergigante LW2 femenino          |
| Gerhard Pscheider                                   | Esquí alpino   | Descenso B2 masculino              |
| Jürgen Egle                                         | Esquí alpino   | Eslalon LW11 masculino             |
| Klaus Salzmann                                      | Esquí alpino   | Eslalon gigante LW11 masculino     |
| Hubert Mandl                                        | Esquí alpino   | Supergigante LW4 masculino         |
| Elisabeth Maxwald                                   | Esquí de fondo | 5 km estilo clásico B1 femenino    |
| Plata                                               |                |                                    |
| Gabriele Berghofer                                  | Biatlón        | 7,5 km B2-3 femenino               |
| Oliver Anthofer                                     | Biatlón        | 7,5 km LW11 masculino              |
| Nicola Lechner                                      | Esquí alpino   | Descenso LW2 femenino              |
| Nicola Lechner                                      | Esquí alpino   | Eslalon LW2 femenino               |
| Nicola Lechner                                      | Esquí alpino   | Eslalon gigante LW2 femenino       |
| Nadja Obrist                                        | Esquí alpino   | Eslalon LW3,4,5/7,6/8 femenino     |
| Kurt Primus                                         | Esquí alpino   | Descenso B2 masculino              |
| Kurt Primus                                         | Esquí alpino   | Supergigante B2 masculino          |
| Hubert Mandl                                        | Esquí alpino   | Descenso LW4 masculino             |
| Hubert Mandl                                        | Esquí alpino   | Eslalon LW4 masculino              |
| Arno Hirschbühl                                     | Esquí alpino   | Eslalon LW9 masculino              |
| Arno Hirschbühl                                     | Esquí alpino   | Supergigante LW9 masculino         |
| Andreas Schmid                                      | Esquí alpino   | Descenso LW2 masculino             |
| Andreas Schiestl                                    | Esquí alpino   | Eslalon gigante LW10 masculino     |
| Oliver Anthofer                                     | Esquí de fondo | 5 km silla de esquí LW11 masculino |
| Gabriele Berghofer Renata Hönisch Elisabeth Maxwald | Esquí de fondo | 3 × 2,5 km clase abierta femenino  |
| Bronce                                              |                |                                    |
| Elisabeth Kellner                                   | Esquí alpino   | Eslalon gigante B2 femenino        |
| Elisabeth Kellner                                   | Esquí alpino   | Supergigante B2 femenino           |
| Nadja Obrist                                        | Esquí alpino   | Descenso LW3,4,6/8 femenino        |
| Nicola Lechner                                      | Esquí alpino   | Supergigante LW2 femenino          |
| Reinhold Sager                                      | Esquí alpino   | Eslalon LW10 masculino             |
| Reinhold Sager                                      | Esquí alpino   | Eslalon gigante LW10 masculino     |
| Robert Meusburger                                   | Esquí alpino   | Descenso LW4 masculino             |
| Kurt Primus                                         | Esquí alpino   | Eslalon B2 masculinomasculino      |
| Gerhard Pscheider                                   | Esquí alpino   | Eslalon gigante B2 masculino       |
| Wolfgang Moosbrugger                                | Esquí alpino   | Eslalon gigante LW6/8 masculino    |
| Elisabeth Maxwald                                   | Esquí de fondo | 5 km estilo libre B1 femenino      |